# Maurice Piat
Maurice Piat C.S.Sp. (* 19. července 1941, Moka) je římskokatolický duchovní, biskup mauricijské diecéze Port Louis, kterého dne 19. listopadu 2016 papež František jmenoval kardinálem.